# Фісан Галина Андріївна
Галина Андріївна Фісан (нар. 1 квітня 1923, Сімферополь) — українська художниця театру і мистецтвознавець; член Харківської організації Спілки радянських художників України з 1960 року. Дружина художника Леоніда Братченка.

## Біографія
Народилася 1 квітня 1923 року в місті Сімферополі (нині Україна). Протягом 1942—1944 років навчалася у Тбіліській академії мистецтв; у 1944—1949 роках — у Харківському художньому інституті у Дмитра Овчаренка, Дмитра Шавикіна.
Протягом 1949—1953 років працювала заступником директора з наукової роботи у Харківському художньому музеї; у 1953—1960 роках — головним художником Харківського обласного драматичного театру; з 1960 року знову на посаді заступника директора з наукової роботи в Харківському художньому музеї. Була членом КПРС.
Мешкала у Харкові в будинку на вулиці Отакара Яроша, № 27, квартира № 51 та в будинку на вулиці Тобольській, № 43 а, квартира № 10.

## Творчість
Працювала в галузі театрально-декораційного мистецтва і мистецтвознавства. Оформила близько 50 вистав, зокрема:
- «Вій» за Миколою Гоголем (1950; Харківський театр музичної комедії);
- «Любов Ярова» Костянтина Треньова (1955, Харківський драматичний театр);
- «Ой, не ходи, Грицю, та й на вечорниці» Михайла Старицького (1957, Харківський драматичний театр);
- «Діти Ванюшина» Сергія Найдьонова (1959, Севастопольський драматичний театр імені Анатолія Луначарського);
- «Франческа да Риміні» (1962), «Іоланта» (1969) Петра Чайковського (1962)[3];
- «Мадам Баттерфляй» Джакомо Пуччіні (1964, Харківський театр опери та балету);
- «Лісова пісня» Михайла Скорульського (1980)[3].

Брала участь у виставках з 1949 року, республіканських — з 1954 року. Персональні виставки відбулися у Харкові у 1983, 1993 роках; селі Пархомівці — у 1997 році.
Як мистецтвознавець займалася дослідженням творчості українських митців дореволюційної та сучасної доби. Автор путівників, каталогів, буклетів, наукових статей, зокрема:
- альбом «Дмитро Овчаренко» (Київ, 1972);
- каталоги та буклети виставок Василя Мироненка (Харків, 1977), Порфирія Мартиновича (Харків, 1981), Володимира Петрова (Харків, 1982), Миколи Роботягова (Харків, 1986), Георгія Нарбута (Харків, 1990)[1].

Підсумком її науково-дослідницької музейної діяльності стала монографія «Харьковские вернисажи», видана у 2004 році. До неї увійшли вже вищезазначені її роботи, а також дослідження, пов'язані з історією формування та атрибуції зібрання Харківського художнього музею: «Твори Рєпіна в Харківському художньому музеї», «Історія харківської художньої колекції», «Сторінки історії Харківського художнього музею. 1944—1970 роки».

## Виноски
1. ↑  У деяких джерелах дата народження вказана 15 квітня 1923 року.